# 산시밭쥐
산시밭쥐(Myodes shanseius)는 비단털쥐과에 속하는 설치류이다. 중국 북부와 중부 지역에서만 발견되고 서식지는 숲이다.

## 분류학
산시밭쥐는 1908년 영국 동물학자 토마스(Oldfield Thomas)가 Myodes shanseius라는 학명으로 처음 기술했고, 모식산지는 산시성 차오쳉산 지역이다. 대륙밭쥐(Myodes rufocanus)의 아종으로 간주되기도 했다. 그러나 성체의 이빨 어금니가 뿌리가 없기 때문에 대륙밭쥐속과 구별하여 데이빗밭쥐속(Eothenomys) 종과 연관시키는 경향이 있지만, 털 길이와 질감, 색상 패턴은 데이빗밭쥐속보다는 대륙밭쥐속(Myodes)에 더 가깝다. 산시밭쥐는 한반도에서 발견되는 비단털들쥐(Myodes regulus)와 이소성 종분화 관계에 있으며 하나의 복합종을 형성한다.

## 특징
산시밭쥐는 겉모습이 대륙밭쥐와 유사하지만 불그스레한 색의 등 쪽 털은 적갈색을 덜 띠고, 회색 옆구리는 황토색-희색을 띤다. 배 쪽은 회색빛 담황색이고, 꼬리는 윗면이 갈색이고 아랫면은 희다. 발 윗면은 갈색빛 흰색이다. 눈은 작고 귀는 둥글며 작다. 성체 어금니에 뿌리가 없어서 산시밭쥐를 대륙밭쥐와 구별할 수 있다. 산시밭쥐는 꼬리 길이 25~30mm를 제외한 몸길이는 105mm이다.

## 분포 및 서식지
산시밭쥐는 중국 토착종으로 간쑤성 남부 지역과 쓰촨성 북부, 산시성 북부, 산시성과 허베이성, 베이징시, 내몽골 자치구, 허난성, 후베이성 북부 지역에서 발견된다. 주로 삼림과 숲에서 서식한다.

## 습성
산시밭쥐는 대부분 야행성 동물이다. 먹이는 주로 풀과 식물 잎, 줄기로 이루어져 있고 그보다 적은 정도의 씨앗을 먹는다.

## 보전 상태
산시밭쥐는 분포 지역이 넓고 전체 개체수도 큰 것으로 추정된다. 여러 국립 자연보호 구역에서 발견된다. 개체수 추이는 알려져 있지 않지만 특별한 멸종 위협 요인이 없기 때문에 국제 자연 보전 연맹(IUCN)이 보전 등급을 "관심대상종"으로 분류하고 있다.